# Jacob J. Hinlopen (1668-1698)

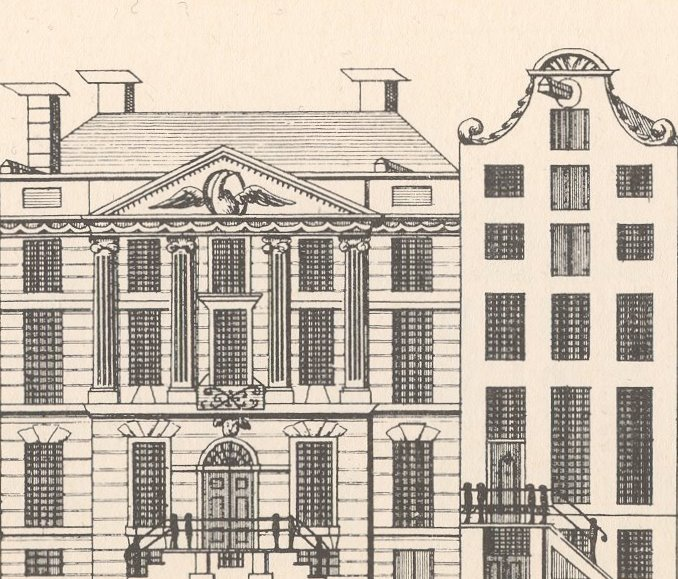
Herengracht 527 en 529

Jacob J. Hinlopen (9 september 1668 – 11 maart 1698) was een bewindhebber van de VOC en directeur van de Sociëteit van Suriname.
Jacob Hinlopen was getrouwd met Hester Ranst. Haar grootmoeder was de Japanse concubine van Carel Hartsinck, die rond 1636 op Hirado was gestationeerd. In 1694 volgde Hinlopen Albert Geelvinck op als directeur van de Sociëteit van Suriname. In 1695 werd hij schepen. 
Uit de boedelinventaris valt op te maken dat het huis volgestouwd was met theepotten, Chinees en Japans porselein, lakwerk, zijde en juwelen. Het echtpaar kreeg acht kinderen, van wie er vijf jong stierven: de jongste 13-jarige Sara en 10-jarige Constantin kregen bij hun grootouders iets van wijn bij het eten en kwamen meerdere malen "onbekwaam" thuis.
Zijn dochter Hester Hinlopen trouwde in 1707 met Gerrit Hooft (1687-1767), dat Herengracht 529 ging bewonen. Zijn zoon Jacob erfde in 1716 Herengracht 527 van zijn grootvader Constantin Ranst, met de clausule dat het pand niet uit de familie mocht verdwijnen en verhuurde het aan de Russische koopman Dimitri Solowjow. Nadat tsaar Peter de Grote in 1717 was komen logeren, moest het huis na zijn vertrek volledig worden "ontramponeert". In 1724 vroeg Jacob toestemming om het huis te verkopen en 1725 werd het aan Jan Berend Bicker (1695-1750) verkocht. Zijn weduwe bewoonde het pand tot 1791. In 1808 werd het pand verkocht aan koning Lodewijk Napoleon en bewoond door de gouverneur van Amsterdam.